# Erasmus Quellinus II
Erasmus Quellinus II (Antwerpen, 19 november 1607 - aldaar, 7 november 1678), ook genoemd Erasmus de Jonge, was een Vlaamse barokschilder, tekenaar, prentmaker en ontwerper van prenten en wandtapijten. Hij was een telg van de vooraanstaande kunstenaarsfamilie Quellinus, die vooral in Antwerpen werkzaam was.
Hij was een leerling van Peter Paul Rubens en een van de naaste medewerkers van Rubens in de jaren 1630. Na Rubens' dood in 1640 werd hij een van de meest succesvolle schilders in Vlaanderen. Hij was een productief tekenaar die ontwerpen maakte voor decoratieve programma's in het kader van officiële vieringen, voor publicaties van de plaatselijke uitgeverijen en voor wandtapijten en beeldhouwwerken die door de plaatselijke ateliers werden gerealiseerd. Zijn werk verraadt de classicistische tendens in de barok.

## Levensloop
Quellinus werd geboren in Antwerpen als zoon van de beeldhouwer Erasmus Quellinus I  en Elisabeth van Uden. De familie Quellinus was een van de toonaangevende kunstenaarsfamilies in Antwerpen en bracht beeldhouwers, schilders en prentkunstenaars voort die carrière maakten in Vlaanderen en daarbuiten. Vader Erasmus Quellinus I, een beeldhouwer, was van Sint-Truiden naar Antwerpen verhuisd. De broers van Erasmus Quellinus de Jonge waren beiden kunstenaar: Artus (1609-1668) was een vooraanstaand barokbeeldhouwer en Hubertus (1619-1687) een graveur.   De familie aan moederskant was ook artistiek actief: zijn moeder's vader en broers (van wie Lucas van Uden de bekendste werd) waren allen schilder.

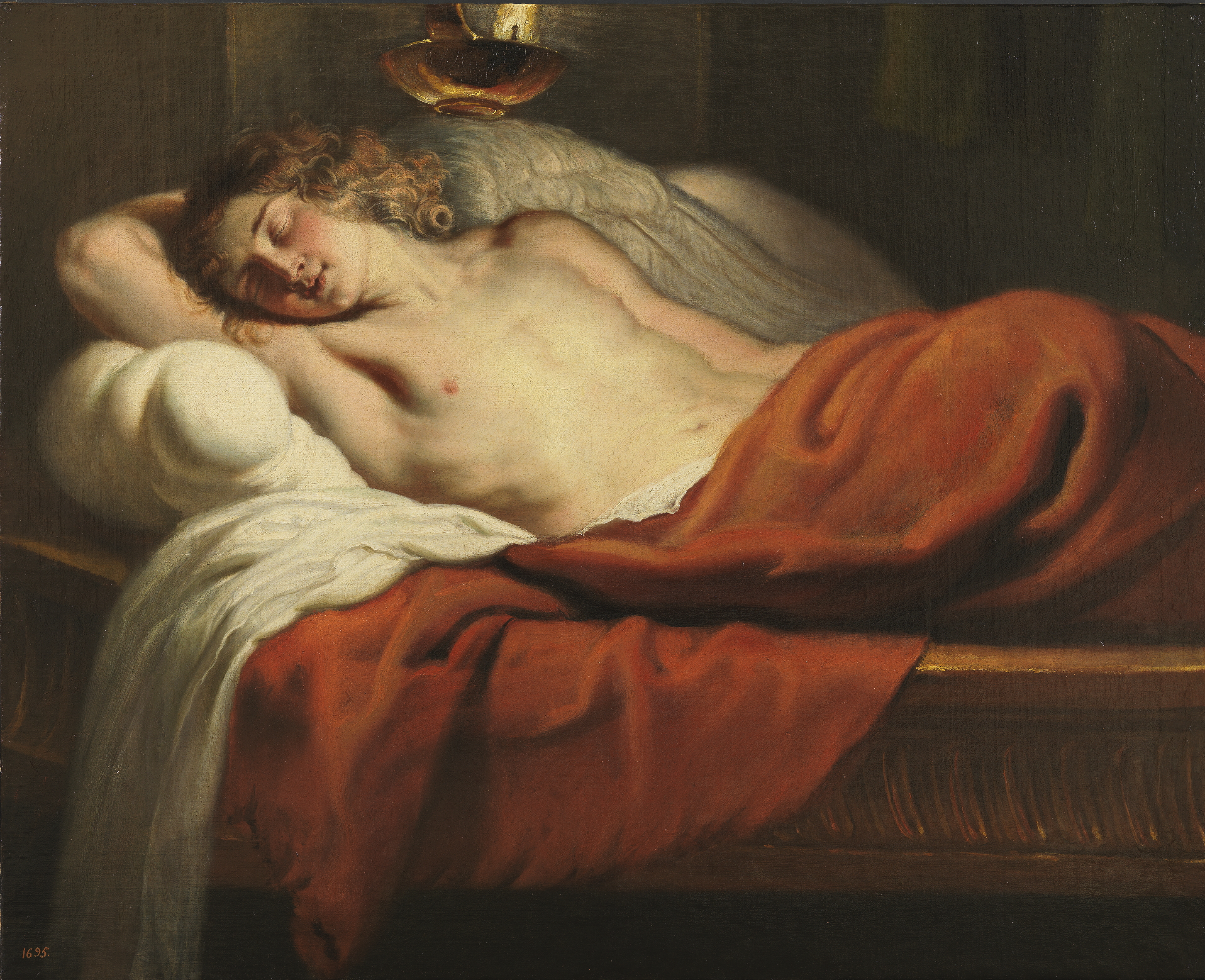
Slapende Cupido, ca. 1630, Museo del Prado, Madrid

Quellinus ging in 1633 in de leer bij Jan Baptist Verhaeghe, een obscure kunstenaar. In 1633-1634 werd hij meester van het Antwerpse Sint-Lucasgilde. In de jaren 1630 werkte en studeerde de kunstenaar waarschijnlijk in het atelier van Rubens en werkte hij regelmatig samen aan projecten met Rubens. In 1634 trouwde Erasmus II met Catharina de Hemelaer, een nicht van Jan de Hemelaer, de diaken van de Antwerpse kathedraal. Hun zoon Jan Erasmus trad in de voetsporen van zijn vader en werd schilder.
Uit de aantekeningen die zijn zoon Jan Erasmus maakte in de marge van zijn exemplaar van Cornelis de Bie's boek met kunstenaarsbiografieën, getiteld Het Gulden Cabinet, is bekend dat Erasmus II een graad in de filosofie behaalde. Dit verklaart het feit dat hij een filosofisch traktaat schreef, getiteld Philosophia Erasmus Quellinus scripsit, dat werd opgenomen in de boedelbeschrijving van 1679.

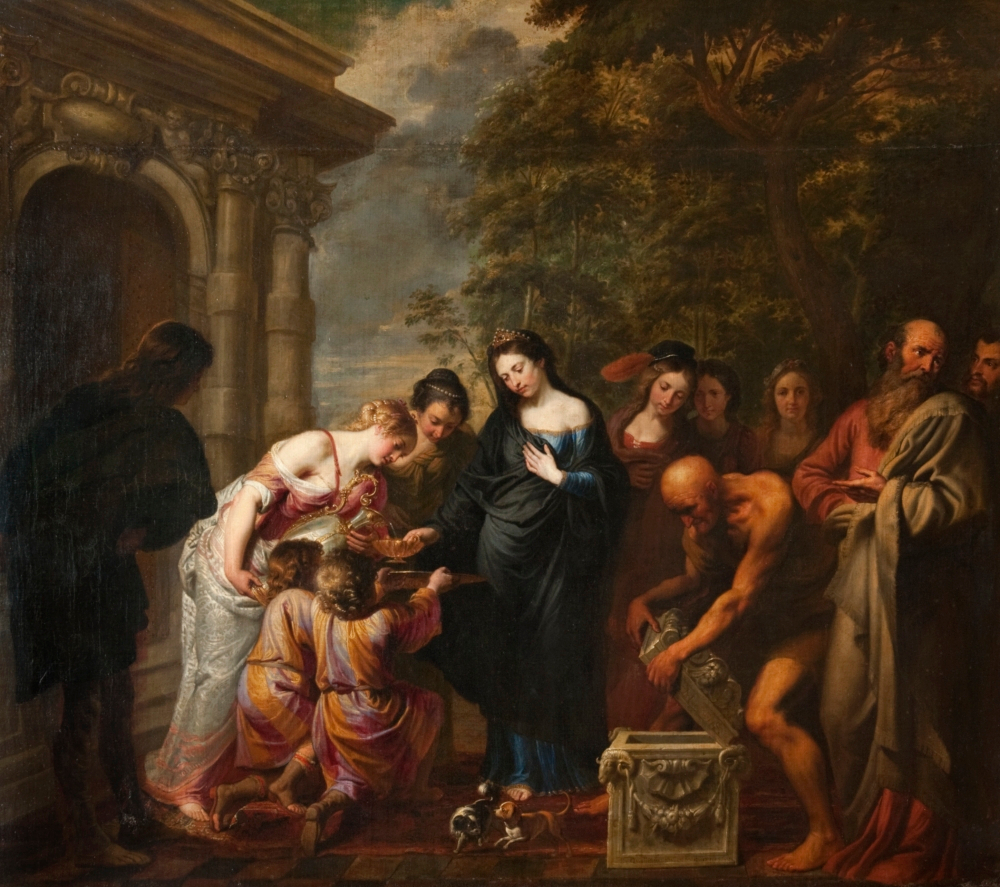
Artemisia, 1652, Hunterian Museum & Gallery, Glasgow

In 1635 kreeg Quellinus zijn eerste belangrijke opdracht, het drieluik van de Verrijzenis gemaakt tussen 1635-40 voor het graf van de familie Van der Aa in de Onze-Lieve-Vrouwekathedraal te Antwerpen (het middenpaneel nu in het Museum voor Schone Kunsten (Rijsel) en de zijluiken in het Musée d'Arts de Nantes). Het middenpaneel is Rubensiaans van aard: stoer gebouwde bewakers treden op in een barok drama met een compacte compositie.
Quellinus werd een vaste medewerker van Rubens vanaf 1635. Hij werkte eerst aan de versieringen voor de Blijde Inkomst in Antwerpen van de nieuwe landvoogd van de Habsburgse Nederlanden, kardinaal-infant Ferdinand. Rubens had de algemene leiding over dit project. Quellinus maakte voor dit project decoratieve schilderijen naar ontwerpen van Rubens. Zes van de schilderijen zijn bewaard gebleven. In de periode 1636-1638 kreeg Rubens' atelier een grote opdracht voor het maken van mythologische decoraties voor het jachtpaviljoen Torre de la Parada in de buurt van Madrid dat toen werd heringericht voor de Spaanse koning Filips IV. Voor dit project maakte Quellinus naar olieverfschetsen van Rubens, decoratieve schilderijen waarvan er enkele bewaard zijn gebleven zoals de Cupido op een dolfijn en de Ontvoering van Europa (nu in het Prado Museum). Deze werken tonen zijn bekwaamheid in het schilderen van dieren.  Begin 1637 tekende Quellinus voor de Antwerpse drukkerij Plantijn frontispices volgens Rubens' aanwijzingen over iconografie en lay-out. Deze tekeningen waren in Quellinus' eigen stijl, want Rubens liet hem de vrije hand bij de vormgeving van de modelli.
Zijn broer Artus keerde rond 1640 vanuit Rome terug naar Antwerpen. Artus werkte in een classicistische stijl van de barok onder invloed van zijn landgenoot, de beeldhouwer François Duquesnoy, in wiens atelier in Rome hij gewerkt had. Deze stijl was op zijn beurt beïnvloed door het classicisme van Annibale Carracci. De twee broers zouden vanaf dat moment aan verschillende projecten samenwerken en elkaar wederzijds beïnvloeden.

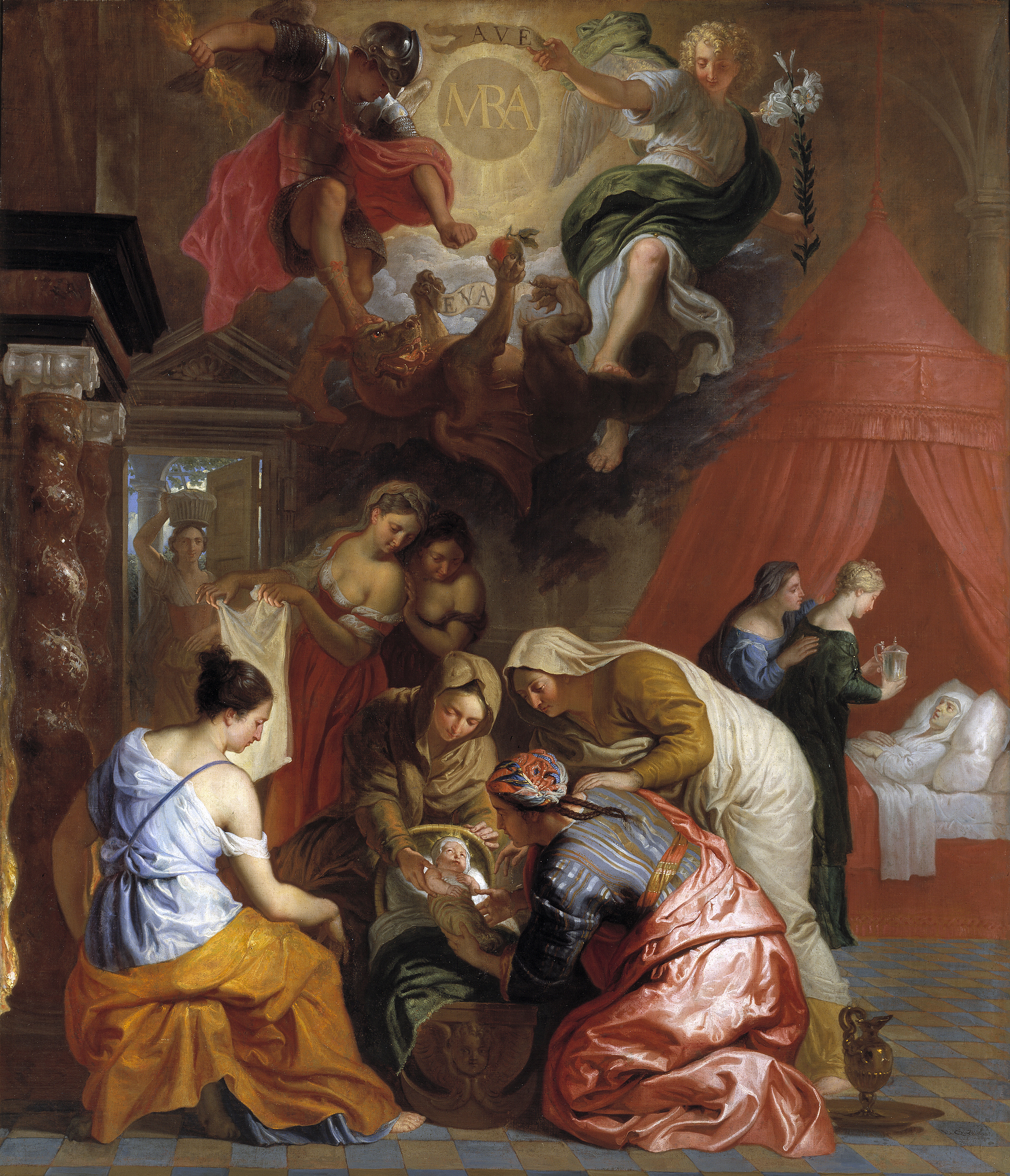
Geboorte van Maria

Na Rubens' dood in 1640 werd Erasmus Quellinus een van de belangrijkste historieschilders van Vlaanderen. Hij kreeg veel opdrachten voor altaarstukken in de regio. Dit verklaart waarschijnlijk waarom in 1641 vier leerjongens bij hem in de leer gingen, gevolgd door nog meer leerjongens in de volgende jaren. In 1646 werkte hij een tijd in Luik. In hetzelfde jaar kreeg hij van het Antwerpse stadsbestuur de opdracht een cenotaaf te ontwerpen voor de kathedraal bij de gelegenheid van het overlijden van de Spaanse infant Balthasar-Carlos.  In 1648 kreeg hij de opdracht om de versieringen te maken voor de Blijde Inkomst van aartshertog Leopold Wilhelm in Antwerpen. Daarbij vervulde hij dezelfde leidinggevende rol als Rubens 13 jaar eerder voor de Blijde Inkomst van Ferdinand. In hetzelfde jaar maakte hij de versieringen voor de aankondiging van de Vrede van Westfalen.
Rond 1656 werkte Erasmus in Amsterdam, waar zijn broer Artus verantwoordelijk was voor de sculpturele decoraties in het nieuwe stadhuis. Erasmus assisteerde ook aan de decoraties voor het stadhuis. De broers werkten ook samen aan andere opdrachten. Erasmus schilderde ook een aantal altaarstukken voor clandestiene katholieke kerken in Amsterdam.
Zijn eerste vrouw overleed in 1662. Op 9 november 1663 trouwde hij met Françoise de Fren. De Fren was de dochter van de welgestelde André de Fren, secretaris van de Raad van Brabant, en de zuster van Isabella de Fren, die gehuwd was met de hofschilder David Teniers II. In 1665 ontwierp Quellinus een katafalk voor de overleden Filips IV van Spanje en de versieringen voor de Blijde Inkomst van Francisco de Castel Rodrigo| als landvoogd van de Habsburgse Nederlanden.
Quellinus overleed in Antwerpen op 7 november 1678.

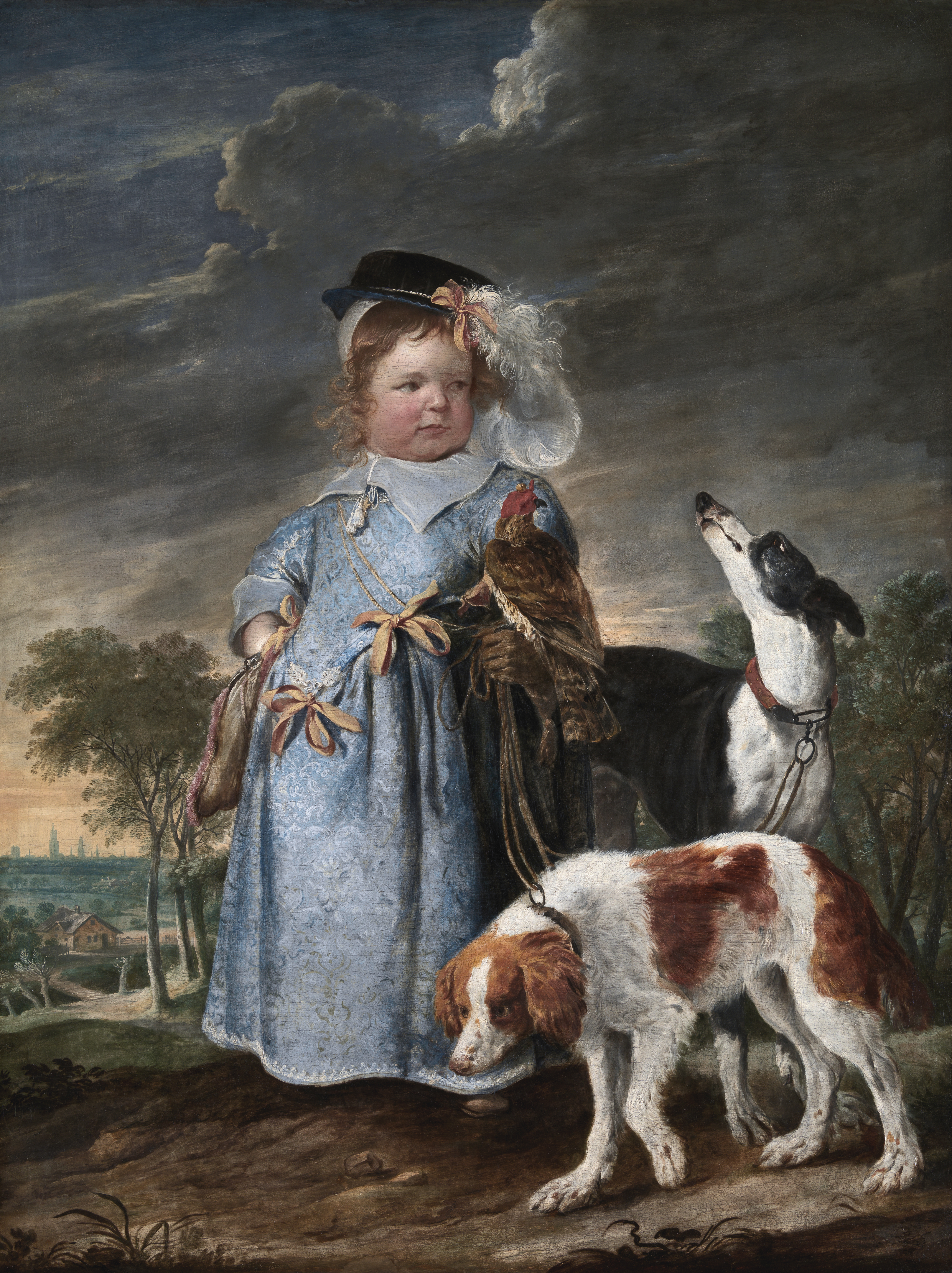
Portret van een jongetje

Tot zijn leerlingen behoorden zijn zoon Jan Erasmus, Guilliam Forchondt (II), Julius de Geest, Willem de Ryck, Antoon Schoonjans, Wallerant Vaillant en Remacle Serin.

## Werk

### Algemeen
Quellinus was een veelzijdig kunstenaar die in verschillende genres werkte. Hij kreeg talrijke opdrachten voor altaarstukken met Contrareformatorische thema's voor kerken en kloosters in de hele Zuidelijke Nederlanden. Hij kreeg ook veel opdrachten van burgers, die hem in staat stelden zijn kennis te tonen in het uitbeelden van scènes uit de oude geschiedenis en mythologie en allegorische composities. Daarnaast maakte hij portretten, gevechtstaferelen en ontwerpen voor wandtapijten en beeldhouwwerken. Net als Rubens was Quellinus een pictor doctus (geleerd schilder) met een sterke basis in oude geschiedenis en filosofie. Hij had een uitgebreide bibliotheek en kunstcollectie opgebouwd. Deze geleerdheid wordt weerspiegeld in de uitgebreide onderwerpen van zijn werk.

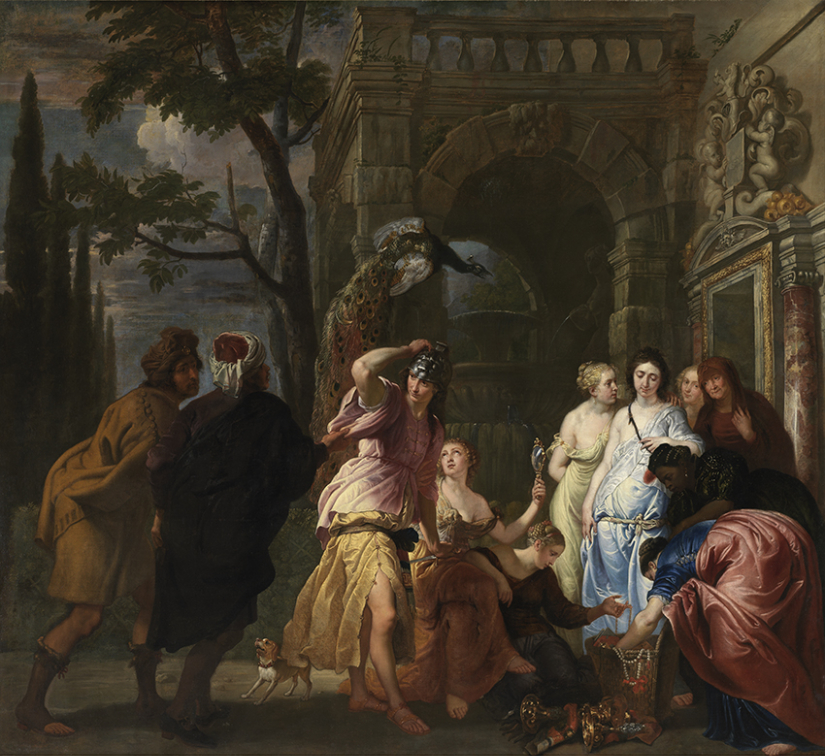
Achilles met de dochters van Lycomedes, 1643, Groeningemuseum, Brugge

Zelfs toen hij in de jaren 1630 veel samenwerkte met de werkplaats van Rubens, ontwikkelde Quellinus een persoonlijke stijl, die zich onderscheidde van die van Rubens. Deze stijl doet denken aan de Antwerpse navolgers van Caravaggio, zoals Theodoor Rombouts en Gerard Seghers. Kenmerkend voor deze stijl is de sterke modellering van de vormen door een sculpturaal gebruik van licht. Quellinus' werk de Aanbidding der herders (in de Alte Pinakothek, München, 1652, vroeger beschouwd als een jeugdwerk uit 1632) is in deze Caravaggiaanse stijl uitgevoerd.
In de vroege jaren 1640 toonde zijn werk de invloed van de verfijnde manier van schilder van Antoon van Dyck. Zijn Portret van een jongetje (Koninklijk Museum voor Schone Kunsten Antwerpen) werd ooit zelfs aan Van Dyck toegeschreven. Hij maakte een aantal kopieën naar Van Dyck en bezat ook enkele van zijn werken.  Vanaf de jaren 1640 kreeg zijn stijl een classicistisch character en een plastisch uiterlijk. Erasmus reisde nooit naar Italië, zodat deze stilistische ontwikkeling waarschijnlijk werd beïnvloed door het werk van zijn broer Artus, die na zijn terugkeer uit Rome in 1640 zijn eigen stijl van classicistische barok in de Vlaamse beeldhouwkunst introduceerde. Beide broers beeldden in deze periode soortgelijke idealiserende antieke figuren uit in hun werk. Zijn Disputatie door de kerkvaders van het Heilig Sacrament (1646, Sint-Pauluskathedraal te Luik) is in deze stijl geschilderd.

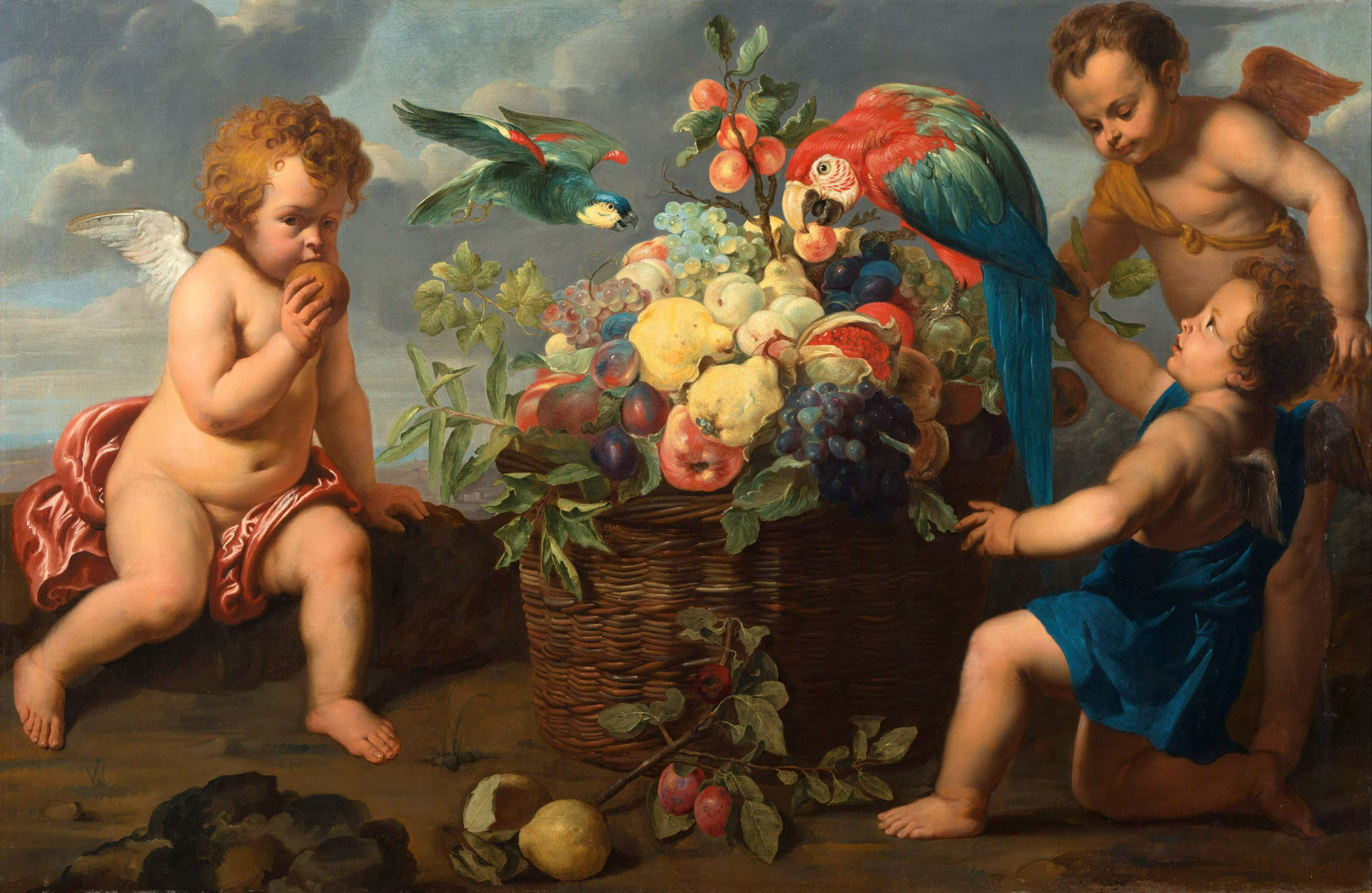
Drie putti met een fruitmand en papegaaien

Vanaf ca. 1650 verstarde dit classicisme in zijn werk en maakten zijn composities uit deze periode gebruik van een beperkt aantal stereotype en geïdealiseerde figuurtypen. Deze stilistische ontwikkeling is duidelijk te zien in de interieurdecoraties die hij in samenwerking met zijn broer Artus uitvoerde voor het nieuwe stadhuis van Amsterdam.  Bij deze opdracht bereikten de broers stilistische overeenstemming: het Oordeel van Salomon, dat Artus voor de raadszaal beeldhouwde, wordt herhaald in een schilderij van Erasmus. Deze ontwikkeling in de richting van classicistische strengheid weerspiegelt wellicht de invloed van de Franse kunst met haar voorkeur voor classicisme.
Erasmus' werk kreeg ook een theatraal aspect zoals blijkt uit het schilderij Artemisia uit 1652 (Hunterian Museum and Art Gallery, University of Glasgow). Quellinus toont zich in dit werk een schilder van het evenwicht en de goede smaak met een fijnzinnigere toets dan Rubens. Zijn vrouwen worden afgebeeld als lieftallige wezens. In de Artemisia roept het schuin gehouden hoofd van de bleke hoofdfiguur, die op het punt staat de as van haar overleden echtgenoot Mausolos te drinken, reminiscenties op aan de gracieuze trekken van Michelangelo's beeld van de Pietà in de Sint-Pietersbasiliek in Rome. Het schilderij heeft een architecturale achtergrond, alsof het geschilderd is als een theaterscène voor een historisch verhaal.  Deze tendens werd duidelijker in de jaren 1660 wanneer hij in zijn schilderijen grandioze decors met flamboyante architectuur begint op te nemen zoals in het werk Laat de kinderen tot mij komen uit 1664 (Koninklijke Musea voor Schone Kunsten van België, Brussel). Deze latere composities weerspiegelen mogelijk de invloed van het vroege werk van zijn zoon Jan-Erasmus Quellinus.

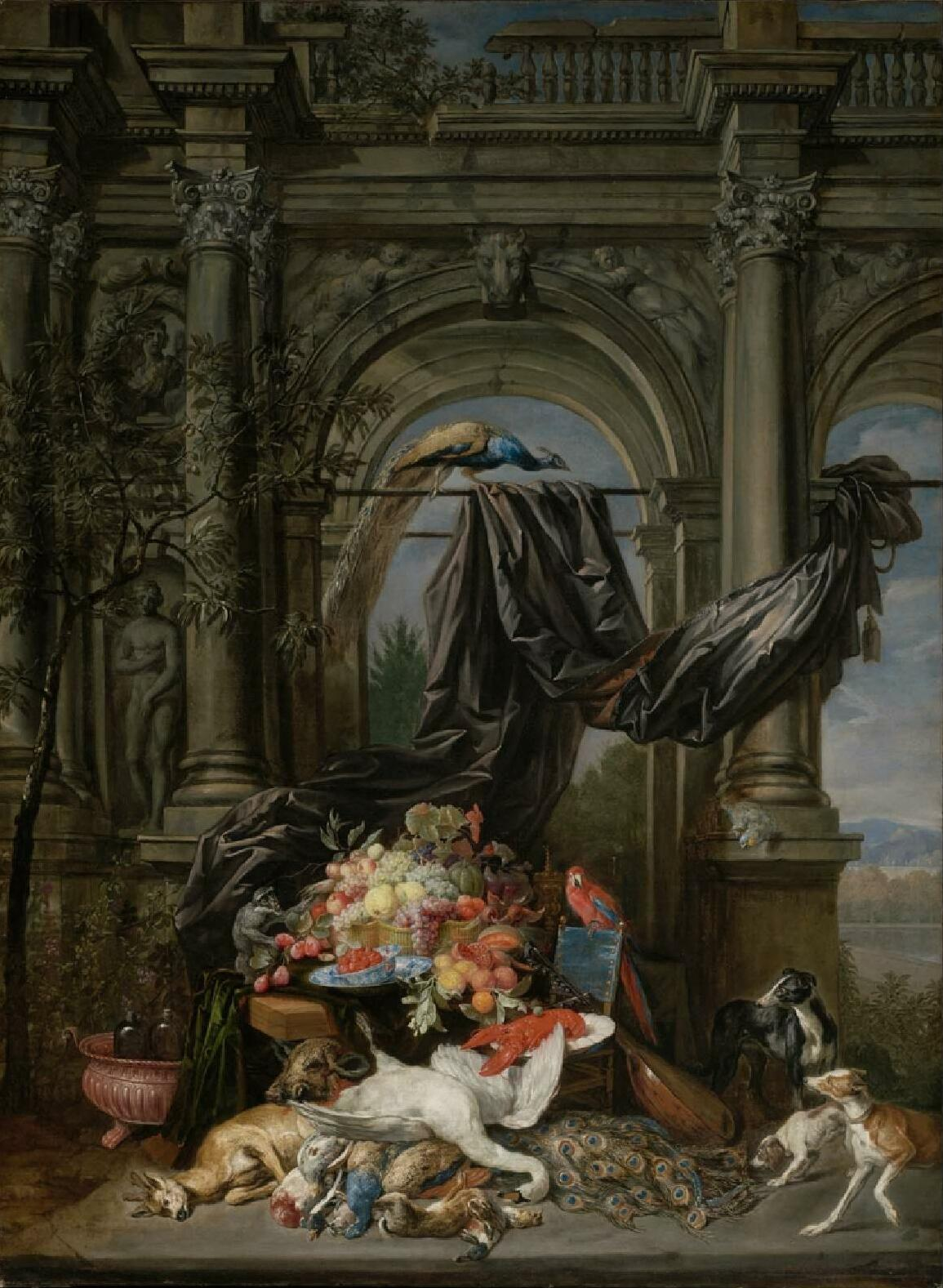
Stilleven in architecturale omgeving

### Samenwerkingen
Zoals in die tijd gebruikelijk was in Antwerpen, werkte Quellinus regelmatig samen met andere schilders en in het bijzonder met stillevenspecialisten. Veel van deze samenwerkingen situeren zich in het genre van de 'guirlande schilderijen'. Dit genre omschrijft een bijzonder soort stilleven dat werd ontwikkeld in Antwerpen door Jan Brueghel de Oude in samenwerking met de Italiaanse kardinaal Federico Borromeo aan het begin van de 17e eeuw. Andere kunstenaars die betrokken waren bij de vroege ontwikkeling van het genre waren onder meer Hendrick van Balen, Andries Daniels, Peter Paul Rubens en Daniel Seghers. Guirlande-childerijen waren meestal samenwerkingsverbanden tussen een stilleven- en een figuurschilder. Het genre was aanvankelijk verbonden met de visuele beeldtaal van de Contrareformatie. Het werd verder geïnspireerd door de cultus van verering en devotie tot Maria die heerste aan het Habsburgse hof (toen de heersers over de Spaanse Nederlanden) en in Antwerpen in het algemeen.  Guirlande-schilderijen tonen meestal een bloemenkrans rond een devotiebeeld, portret of ander religieus symbool (zoals de hostie). Tegen de tweede helft van de 17de eeuw sierden ook wereldlijke thema's zoals portretten en mythologische onderwerpen het centrale deel van deze schilderijen.
Quellinus werkte samen aan guirlande-schilderijen met zijn zwager Jan Philip van Thielen, Daniel Seghers, Jan Pieter Brueghel, Frans Ykens, Peter Willebeeck en Jan Anton van der Baren. Deze medewerkers schilderden de bloemenkrans, terwijl Quellinus de figuren en de architectonische setting schilderde.  Zijn meesterschap als een grisaille schilder paste perfect voor dit soort schilderijen. Een voorbeeld is Het mystieke huwelijk van de heilige Katharina (Snijders&Rockoxhuis, Antwerpen), een samenwerking met Daniel Seghers.
Quellinus werkte verder samen met de dier- en stillevenschilder Jan Fyt aan portretten zoals het Portret van een jongetje (Koninklijk Museum voor Schone Kunsten Antwerpen) uit ca. 1650. Hij werkte ook samen met de dierenschilder Pieter Boel en de stillevenschilders Jan van Kessel de Oude en Adriaen van Utrecht aan historieschilderijen en met Jan van den Hecke aan allegorische werken.

### Ontwerpen voor wandtapijten

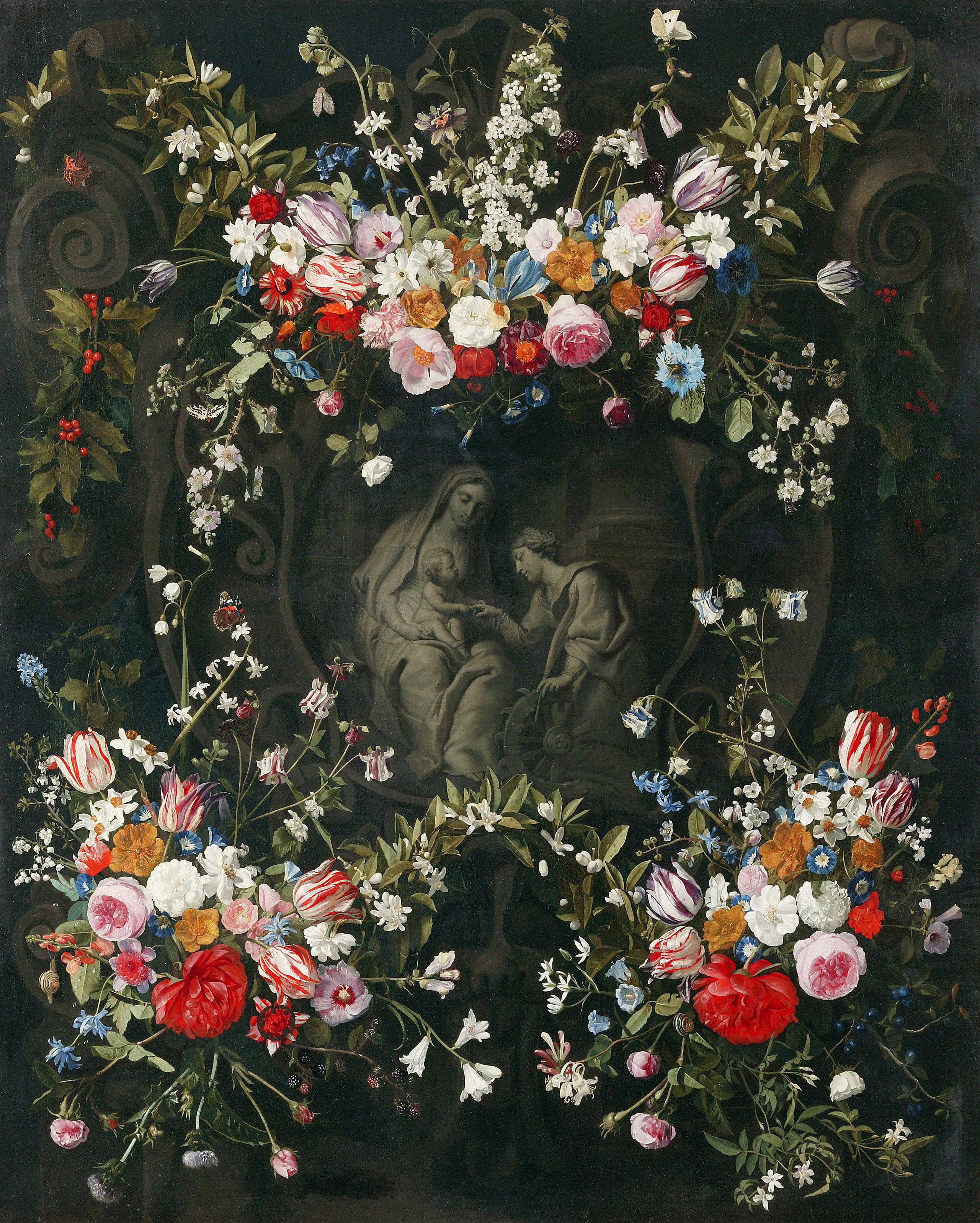
Het Mystieke Huwelijk van de Heilige Catherine

Quellinus voerde verschillende wandtapijtontwerpen uit. In 1649 maakte hij de ontwerpen voor een serie van 8 wandtapijten met de Geschiedenis van de familie Thurn en Taxis (Koninklijke Musea voor Schone Kunsten van België, Brussel). Deze ontwerpen zijn uitgevoerd in zijn classicistische stijl. Hij maakte ook een serie van 8 schetsen met gevechtsscènes voor een andere wandtapijtreeks die eveneens in de Koninklijke Musea voor Schone Kunsten van België wordt bewaard.

### Grafische ontwerpen
Quellinus was een veel gevraagd ontwerper van illustraties van de Antwerpse uitgevers, aanvankelijk als een medewerker van Rubens. Zijn uitgebreide kennis van symboliek, mythologie en allegorie was een rijke bron voor de met allegorieën gevulde boekillustraties. Naast de frontispices die hij maakte voor Plantijn, maakte hij ontwerpen voor verschillende publicaties voor de Antwerpse uitgevers. Hiertoe behoren zijn ontwerpen voor Den methamorphosis ofte Herscheppinge van P. Ovidivs Naso: verdeelt in XV boecken, versiert met figueren, een vertaling in het Nederlands van Ovidius' Metamorphosen door Seger van Dort. Voor dit boek, dat in 1650 door Geeraerdt van Wolsschaten in Antwerpen werd uitgegeven, maakte Erasmus de ontwerpen voor de illustraties die werden gegraveerd door Pieter de Jode II. Ook droeg hij een gedicht bij aan de inleiding van de uitgave.
Hij werkte ook regelmatig samen met de Antwerpse stadssecretaris Gaspar Gevartius aan gelegenheidspublicaties zoals de Inscriptiones honori serenissimi principis, Leopoldi Gulielmi, archiducis Austriae, van 1648 ter herinnering aan de Blijde Inkomst van de nieuwe landvoogd en de Oratio funebris in exequiis Philippi IV (met een grafrede van Judocus Houbraken) over de katafalk ontworpen door Quellinus ter gelegenheid van het overlijden van koning Filips IV in 1665. De Antwerpse prentmaker Lucas Vorsterman de Jonge maakte ook een prent van de katafalk. Deze boeken en prenten geven uitgebreide beschrijvingen en illustraties van de ontwerpen van de gelegenheidsdecoraties die Quellinus ontwierp voor deze gebeurtenissen.

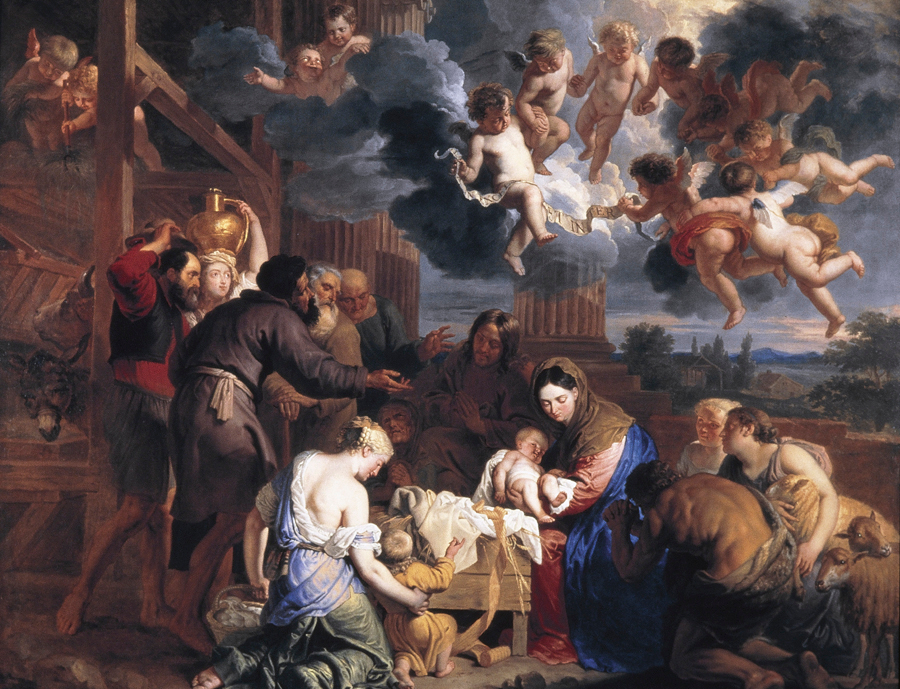
Aanbidding van de herders

### Beeldhouwkunstige ontwerpen
Quellinus kwam uit een artistieke familie waarvan de voornaamste activiteit het ontwerpen en uitvoeren van beeldhouwwerken en architectonische decoraties was. Zijn vader, oudere broer en neef en ook zijn zwager Pieter Verbrugghen I waren allen vooraanstaande beeldhouwers die werkten voor een lokaal en internationaal cliënteel. Het is dan ook niet verwonderlijk dat Erasmus een productief ontwerper was van beeldhouwwerken en decoratieve projecten. 
De inventaris van zijn nalatenschap vermeldt honderden tekeningen, waarvan ten minste 43 voor architectuur, waaronder altaarstukken en grootschalige beeldhouwwerken, en andere voor beeldhouwwerk en decoratie. Aangenomen wordt dat hij ontwerpen heeft gemaakt voor de orgels in de Antwerpse kathedraal en de Sint-Pauluskerk in Antwerpen, en ook voor verschillende altaarstukken, uitgevoerd door zijn zwager Pieter Verbrugghen I. Een tekening van Erasmus is geïdentificeerd als een studie voor een groep van drie musicerende engelen op een van de orgels, hoewel geen van deze drie precies overeenkomt met de engelen die nu op de orgels staan. Het lijkt erop dat hij met deze ontwerpen niet heeft geprobeerd een nauwkeurig driedimensionaal model te maken dat door de beeldhouwer moest worden gevolgd, maar eerder een schets van waaruit de uitvoerende beeldhouwer vrij kon werken.